# Емтиха
Емтиха или Немчиха — река, протекает по территории Северо-Енисейского и Енисейского районов Красноярского края, протекает вдали от населённых пунктов. Общая протяжённость реки составляет около 54 км, площадь водосборного бассейна — 210 км². Река является правобережным притоком Енисея, впадая в него на 1887 км от устья. Истоки реки расположены на северных склонах Красного хребта. Общее направление течения с востока на запад, к северу от реки Вятка.
Высота истока — 144 м над уровнем моря. Высота устья — 55 м над уровнем моря.

## Происхождение названия
Река протекает по холмистой местности, и расположенные по берегам реки холмы по форме похожи на емти. По другой версии, название связано с тем, что река сильно меандрирует, и некоторые её изгибы очертаниями напоминают емти.

## Данные водного реестра
По данным государственного водного реестра России относится к Енисейскому бассейновому округу, речной бассейн реки — Енисей, речной подбассейн реки — Бассейн притоков Енисея между участками впадения Ангары и Подкаменной Тунгуски. Водохозяйственный участок реки — Енисей от впадения реки Ангара до водомерного поста у села Ярцево.
Код объекта в государственном водном реестре — 17010400112116100028367.